# Dôme d'Evaki
Evaki Tholus
Pour les articles homonymes, voir Evaki.
Le dôme d'Evaki (désignation internationale : Evaki Tholus) est un dôme situé sur Vénus dans le quadrangle de Sedna Planitia. Il a été nommé en référence à Evaki, déesse amazonienne du sommeil.